# Neocytheromorpha
Neocytheromorpha is een geslacht van kreeftachtigen uit de klasse van de Ostracoda (mosselkreeftjes).

## Soorten
- Neocytheromorpha longa (Guan, 1978) Gou, Zheng & Huang, 1983 †
- Neocytheromorpha regalis Guan, 1978 †
- Neocytheromorpha tawahinsis Mohammed & Keyser, 2012
- Neocytheromorpha transversa (Hu, 1986)
- Neocytheromorpha wushihia Hu & Tao, 2008